# Mőcsényi-féle tájfogalom
A Mőcsényi-féle tájfogalom dr. Mőcsényi Mihálynak, a tájépítészet diszciplina egyik hazai megalapozójának és megszilárdítójának 1968-ban írt tanulmányában kifejtett – a földrajztudomány képviselői által azóta is vitatott, a közvélemény számára viszont kevéssé ismert – nézetei a táj fogalmáról. Mőcsényi tanulmányában ezt írja: „És most lássuk a legkényelmetlenebb, de mindenképpen alapvető kérdést: mi a táj?”

## Mőcsényi tájfogalma
„A táj nem más, mint a természet és a társadalom kölcsönhatásainak ellentmondásos, ezért dialektikus egysége. A táj egyrészt a társadalom anyagi életfeltétele, másrészt magas rendű vizuális-esztétikai kvalitások hordozója. Ezért egyben az ember és természet kölcsönhatásainak tárgyiasult – az ember alakította anyagi világban manifesztálódott – története. A táj antroposzociocentrikus fogalom. A természet és társadalom olyan ellentétpár, mely kölcsönösen áthatja egymást, és megbonthatatlan egységet képez. Azaz a táj a társadalmi igényeknek megfelelően bioszférából nooszférává alakított, emberiesített természet, emberi környezet.” – írja Mőcsényi 1968-ban.

## A táj fogalmának eltérő megítélései
Mőcsényi fogalommagyarázatában természet és a társadalom megbonthatatlan egységet képez, vagyis társadalom (ember) nélkül nincs táj. A geográfusok felfogása abban különbözik a Mőcsényi-féle felfogástól, hogy az a „természeti tájat” a társadalomtól függetlenül létező természeti objektumnak tartja, és ilyen értelemben (is) elsődleges szerepet tulajdonít neki. Vagyis a földrajztudományi szemlélet szerint az ember előtt is léteztek tájak. A geográfiának a Mőcsényi-féle tájfogalommal kapcsolatos dilemmáit legjobban Kerényi Attila geográfus, egyetemi tanár foglalta össze „Kényelmetlen, de alapvető” című értekezésében. A Mőcsényi-féle tájfogalom azért osztja meg a tájról véleményt formálókat, mert Mőcsényi a definícióval kimondja: természetes táj nem létezik: a táj alapvető tulajdonsága, hogy az ember formálóként jelen van benne. Vannak persze „természetközeli” tájak, ahol ez az emberi hatás nem nyilvánvaló, de egyetlen tájról sem mondhatjuk el: az ember közvetve, vagy közvetlenül nem gyakorolt rá hatást.
Az építészettudomány is meglehetősen nehezen fogadja be azt az elképzelést, miszerint a település is egyfajta táj (urbánus, avagy települési táj), ahol történetesen az emberi beavatkozás és az épített elemek vannak túlsúlyban. A hazai urbanisztikai gyakorlatban máig vezető elképzelésnek számít a város (település) és a táj (külterület) fogalmának kettéválasztása, amely a Mőcsényi-féle tájfogalommal összeegyeztethetetlen. További zavaró elem, hogy a táj és a tájkép fogalma a közbeszédben meglehetősen összekeveredik. Ez sokszor adódik abból, hogy az angol „landscape” és a német „landschaft” magyar fordításakor keverten fordítunk tájat, tájképet, vidéket. Wesselényi-Garai Andor építészetkritikus például odáig megy, hogy a tájat egy dinamikusan változó, elsősorban vizuális jelenségként írja le, amelyet szembeállít a régióval, mellyel fogalmilag a helyi kultúra-, és történelem abszolút elválaszthatatlanságát írja le. Ebben az összehasonlításban a táj horizontális, a régió vertikális szerveződés, de a tájat elsősorban tájképi mivoltaként jeleníti meg. Ez az értelmezés szintén szemben áll a Mőcsényi-féle tájfogalom lényegi megállapításaival.
A Mőcsényi-féle tájfogalom tautológiának (értelmetlen ismétlésnek) tekinti a „kultúrtáj” kifejezést is, amely az UNESCO és az egyéb örökségvédelemmel foglalkozó szervezetek nevezéktanába – az IFLA minden törekvése ellenére – erőteljesen beépült. Mőcsényi szerint a táj fogalma önmagában hordozza ugyanis annak művelt (kultivált) voltát, és ilyen értelemben minden táj „kultúr-” tájnak tekinthető.

## A Mőcsényi-féle tájfogalom kialakítására ható legfontosabb új elméletek és felfedezések
Mőcsényi a tájfogalmával rámutatott: szigorúan véve nincs olyan területe a Földnek, amibe az ember közvetlenül, vagy közvetetten ne nyúlt volna bele. Ugyanezt a holland Bacema professzor az IFLA 1970-ben megrendezett portugáliai kongresszusán így írta le: „Amennyiben a nagy előadótermet a Földhöz hasonlítjuk, akkor az abban elszórt néhány tucatnyi gombostű lehet csak bioszféra értékű, a többi az ember által közvetlenül vagy közvetve, de egyértelműen befolyásolt nooszféra.”
A nooszféra (az ember tevékenysége által befolyásolt földi övezet) koncepciója Vlagyimir Ivanovics Vernadszkij orosz geokémikustól származik és e koncepciónak abban az időben nemzetközi szinteken is újdonságereje volt. Mőcsényi elméletének kialakítására erőteljesen hathatott még James Lovelock brit akadémikus munkássága, akit a Gaia-elmélet (1979) tett világszerte ismertté. Lovelockról azonban kevéssé tudott, hogy az 1960-as évek végén (azaz a Mőcsényi-féle tájfogalom keletkezésének idején) olyan eszközt (elektron elfogó detektor) fejlesztett ki, amely lehetővé tette az ózonlyuk kialakulásáért felelős anyagok (CFC) nagyon kis mennyiségeinek kimutatását a légkörben. De a Mőcsényi-féle tájfogalom keletkezéstörténetéhez hozzá tartozik az is, hogy a DDT (diklór-difenil-triklór-etán) nevű nagy hatású rovarirtószer hatóanyag, amelyet egészen a 60-as évek végéig csodaszerként tartottak nyilván, az 1966-1970 közötti időszakban fokozatosan betiltottak. A betiltás oka: lassanként kiderült, hogy a DDT nem szelektív hatású, s a hasznos rovarokat is válogatás nélkül elpusztítva ökológiai zavarokat, károkat okoz. Amit pedig a legkedvezőbb tulajdonságának véltek – ti. hogy nem illékony és a természetben hosszú ideig nem bomlik le –, rendkívül hátrányosnak bizonyult, hiszen a kipermetezett DDT a talajvízzel a folyókba és a tavakba (sőt a mélytengerekbe) jutva felhalmozódik az algákban, onnan a táplálékláncon át a halakba, majd a madarakba és végül az emberbe kerül át, amelyek szervezetében felhalmozódva tömeges pusztuláshoz, vagy legalábbis szaporodásuk gátlásához vezethet. Mindezek a felfedezések jól illusztrálják: a romlatlan természet illúziójával le kell számolnunk, bolygónkat az antropogén hatások természetből tájakká alakították át, amelyet Mőcsényi igen lényeglátóan és tömören foglal bele tájfogalmába.

## A Mőcsényi-féle tájfogalom generálta elméleti kérdések
- Mekkora egység a táj? – Mőcsényi azt mondja: „a tájat nem elsősorban a méretei, hanem a jellege írja le”. Azaz a táj kiterjedését, mérettartományát e tájfogalom viszonylagossá teszi.
- Átfedésben lehetnek-e egymással a tájak? – A Mőcsényi-féle fogalom levezetéséből az adódik, hogy igen. Míg a geográfiai értelmezés (pl.: kistáj kataszter) jól elkülöníthető, földrajzi egységekként kezeli a tájat, addig a tájépítészeti tervezési gyakorlat jobban közelít a társadalmi értelmezéshez és egy nyitottabb tájértelmezést ad. Földrajzi értelemben például nem létezik „Duna-táj”, „Tisza-táj” vagy „Hegyaljai táj”, míg kognitív tudatunk valamilyen közös jelleg, szempontrendszer alapján (a példákat tekintve a vízrajz és annak társadalmi hatásai, vagy a szőlőtermesztés, borászat és a domborzat összefüggései) ezeket az egységeket mégis tájakként értelmezi. De tájként értelmezzük a környezetünk adott pillanatban pillanatképként kimerevített részletét is, amelyet a nézőpont megváltoztatásával újabb tájként fogunk fel. A geográfiai értelemben vett táj merevebb felfogásával (egymással átfedésben nem lévő tájak) a Mőcsényi-iskola nyitottabb tájfogalma (tájak átfedéseinek lehetősége) erősen szemben áll és máig szakmai vitákat generál.
- Milyen megvilágításba helyezi a Mőcsényi-féle tájfogalom a marsi vagy holdbéli tájat vagy a belső tájakat? – Holdbéli tájról azóta beszélünk, amióta az ember képessé vált érzékelni (először távcsövön, majd műholdakon és szondákon, majd a Holdra szálláson keresztül) a Holdat. Azaz „megművelni” és „humanizálni” kezdte a Hold természeti területét. Ugyanez levezethető a marsi példára is. Ebben az összefüggésben érdekes tény, hogy pl. Nap tájról, Merkúr tájról, stb. nem beszélünk. A belső táj (angolul: brainscape) egy érdekes bizonyítéka a Mőcsényi-féle tájfogalom helytállóságának. Avagy mi lehetne egyértelműbb bizonyítéka annak, hogy az antropogén hatás a természeti egységből (emberi test) „művelt” és „emberiesített” egységet varázsol, mint a saját „belső tájaink”?